# Epalpodes albolineatus
Epalpodes albolineatus là một loài ruồi trong họ Tachinidae.